# Diatenes derigens
Diatenes derigens là một loài bướm đêm trong họ Noctuidae.